# Druppelmuisspecht
De druppelmuisspecht (Xiphorhynchus elegans) is een zangvogel uit de familie Furnariidae (ovenvogels).

## Verspreiding en leefgebied
Deze soort telt vijf ondersoorten:
- X. e. buenavistae: O-Colombia.
- X. e. ornatus: ZO-Colombia, O-Ecuador, NO-Peru en NW-Brazilië.
- X. e. elegans insignis: OC-Peru.
- X. e. juruanus: van ZO-Peru tot NO-Bolivia en W-Brazilië.
- X. e. elegans: C- en ZW-Brazilië en NO-Bolivia.

## Status
De grootte van de populatie is niet gekwantificeerd maar de soort wordt omschreven als vrij algemeen. Op de Rode lijst van de IUCN heeft deze soort de status niet bedreigd.